# Josh Cooley

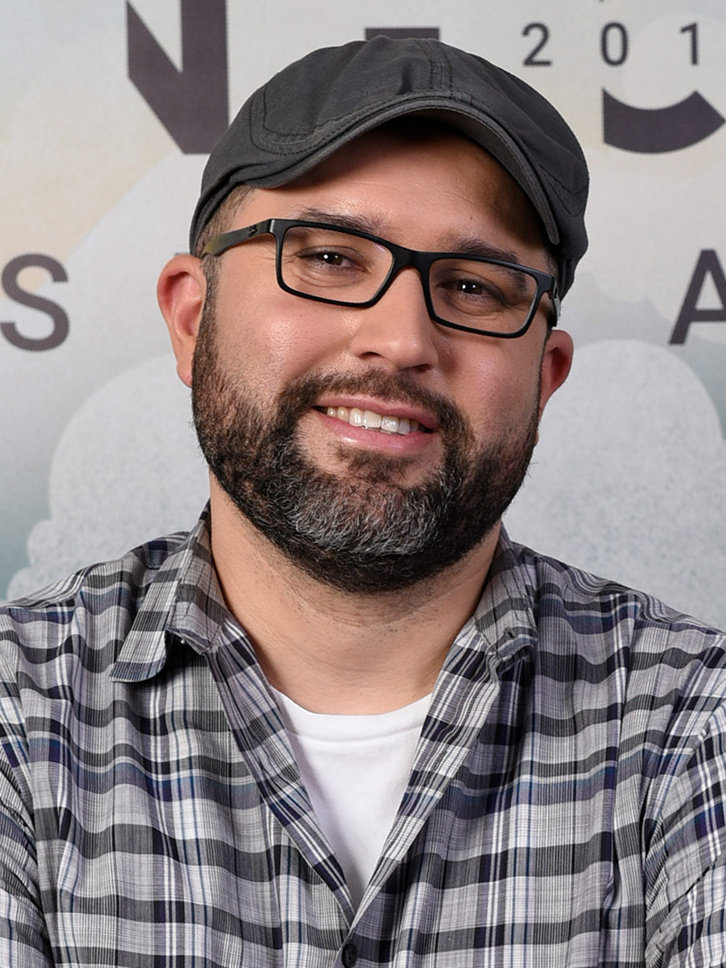
Josh Cooley (2019)

Josh Cooley (* 23. Mai 1979) ist ein US-amerikanischer Drehbuchautor, Filmregisseur, Synchronsprecher und Oscarpreisträger.

## Karriere
Josh Cooley arbeitet für das Animationsstudio Pixar und war zu Beginn seiner Karriere als Praktikant bei der Erstellung des Storyboards zuständig. So entwickelte er zu den Filmen Die Unglaublichen – The Incredibles, Cars und dessen Fortsetzung, Ratatouille und Oben das Storyboard mit.
2009 synchronisierte er zum ersten Mal einen Pixar-Charakter, dabei lieh er im Film Oben der Figur Omega seine Stimme. Oben wurde bei der Oscarverleihung 2010 als bester Animationsfilm ausgezeichnet. Im Anschluss schrieb Cooley das Drehbuch zum Kurzfilm George & A.J., der auf Oben basiert, und war zudem für die Regie verantwortlich.
Bei der Oscarverleihung 2016 wurde Cooley gemeinsam mit Ronnie del Carmen, Pete Docter und Meg LeFauve mit Alles steht Kopf für einen Oscar in der Kategorie bestes Originaldrehbuch nominiert. Für den Kurzfilm Rileys erstes Date? – der auf Alles steht Kopf aufbaut – war er für Drehbuch und Regie verantwortlich.
2019 war Cooley erstmals für Toy Story 4 als Regisseur für einen animierten Spielfilm tätig. Er gewann zusammen mit Jonas Rivera und Mark Nielsen hierfür den Oscar.

## Filmografie

### Synchronsprecher
- 2009: Oben (Up)
- 2011: Toy Story Toons: Kleine Portion (Small Fry, Kurzfilm)
- 2010: Cars Toon – Hooks unglaubliche Geschichten (A Cars Toon: Mater’s Tall Tales, Fernseh-Miniserie, zwei Episoden)
- 2013: Toy Story of Terror (Kurzfilm)
- 2013: Tales from Radiator Springs (Fernsehserie, zwei Episoden)
- 2015: Disney Infinity 3.0 (Videospiel)
- 2015: Alles steht Kopf (Inside Out)
- 2015: Rileys erstes Date? (Riley’s first Date?, Kurzfilm)

### Drehbuch
- 2009: George & A.J. (Kurzfilm)
- 2011: Toy Story Toons: Kleine Portion (Small Fry, Kurzfilm) – Story Editor
- 2015: Alles steht Kopf (Inside Out) – Screenplay
- 2015: Rileys erstes Date? (Kurzfilm)
- 2019: A Toy Story: Alles hört auf kein Kommando (Toy Story 4) – original story

### Regie
- 2009: George & A.J. (Kurzfilm)
- 2015: Rileys erstes Date? (Kurzfilm)
- 2019: A Toy Story: Alles hört auf kein Kommando (Toy Story 4)
- 2024: Transformers One

## Auszeichnungen (Auswahl)
- 2016: Annie Award: Auszeichnung in der Kategorie Outstanding Achievement in Writing in an Animated Feature Production für Alles steht Kopf
- 2016: Gold Derby Awards: Auszeichnung in der Kategorie Bestes Drehbuch für Alles steht Kopf
- 2016: International Online Cinema Awards: INOCA Award in der Kategorie Bestes Drehbuch für Alles steht Kopf
- 2019: Hollywood Film Awards: Auszeichnung in der Kategorie Animation des Jahres für A Toy Story: Alles hört auf kein Kommando
- 2020: Academy Awards: Oscar in der Kategorie Bester animierter Spielfilm für A Toy Story: Alles hört auf kein Kommando
- 2020: Awards Circuit Community Awards: ACCA in der Kategorie Bester animierter Spielfilm für A Toy Story: Alles hört auf kein Kommando
- 2020: Gold Derby Awards: Auszeichnung in der Kategorie animierter Spielfilm für A Toy Story: Alles hört auf kein Kommando
- 2020: Online Film & Television Association Film Awards: OFTA Award in der Kategorie Bester animierter Spielfilm für A Toy Story: Alles hört auf kein Kommando